# Hemingway's Adventures of a Young Man
Hemingway's Adventures of a Young Man és una pel·lícula estatunidenca dirigida per Martin Ritt, estrenada el 1962.

## Argument
Nick Adams, un jove inquiet i fill únic d'una família una mica excèntrica, emprendrà un viatge a través del país per aconseguir un treball com a reporter a Nova York, però abans, s'allistarà a l'exèrcit italià com a conductor d'ambulància durant la Primera Guerra Mundial. Allà coneixerà l'amor...

## Repartiment
- Richard Beymer: Nick Adams
- Diane Baker: Carolyn
- Corinne Calvet: La comtessa
- Fred Clark: Mr. Turner
- Dan Dailey: Billy Campbell
- James Dunn: El telegrafista
- Juano Hernandez: Bugs
- Arthur Kennedy: Dr. Adams
- Ricardo Montalban: El major Padula
- Paul Newman: El guerrer
- Susan Strasberg: Rosanna
- Jessica Tandy: Mrs. Adams
- Eli Wallach: John
- Ed Binns: Brakeman
- Tullio Carminati: El pare de Rosanna
- Sharon Tate: No surt als crèdits

## Nominacions
- Globus d'Or al millor actor secundari per Paul Newman
- Globus d'Or a la millor pel·lícula dramàtica
- Globus d'Or al millor director per Martin Ritt
- Globus d'Or a la millor actriu dramàtica per Susan Strasberg
- Globus d'Or a la millor actriu secundària per Jessica Tandy